# Parlement van de Franse Gemeenschap (samenstelling 2004-2009)
Dit is een lijst van leden van het Parlement van de Franse Gemeenschap van de legislatuur 2004-2009. Het Parlement van de Franse Gemeenschap telt normaal gezien 94 leden. Deze leden zijn de 75 leden van het Waals Parlement, verkozen bij de Waalse verkiezingen van 13 juni 2004, en 19 leden die deel uitmaken van de Franse taalgroep van het Brussels Hoofdstedelijk Parlement. Deze 19 leden raakten verkozen bij de Brusselse gewestverkiezingen van 13 juni 2004. De legislatuur ging van start op 6 juli 2004 en eindigde op 28 april 2009.
Deze legislatuur van het Parlement van de Franse Gemeenschap telde echter 93 leden. Charles Pire, die namens het extreemrechtse FN voor de kieskring Luik werd verkozen in het Waals Parlement, had zijn domicilie kort na de verkiezingen verlegd naar Eupen, een gemeente in de Duitstalige Gemeenschap, en de eed als parlementslid afgelegd in het Duits, waardoor hij niet in het Parlement van de Franse Gemeenschap mocht zetelen en zijn zetel moest afstaan aan een opvolger. Dit was een manoeuvre van het FN om een extra parlementslid te verwerven, maar de andere partijen weigerden daarop in te gaan en zowel de geloofsbrieven van Pire als alle opvolgers op de FN-lijst in de kieskring Luik werden niet erkend, waardoor het Parlement van de Franse Gemeenschap een lid minder telde.
Tijdens deze legislatuur is de regering-Arena (26 juli 2004 - 20 maart 2008) en daarna de regering-Demotte I (20 maart 2008 - 16 juli 2009) in functie, die steunt op een meerderheid van PS en cdH. De oppositiepartijen zijn dus MR, Ecolo en FN.

## Samenstelling
| Begin legislatuur (2004) | Begin legislatuur (2004) | Begin legislatuur (2004) | Einde legislatuur (2009) | Einde legislatuur (2009) | Einde legislatuur (2009) |
| Fractie                  | Fractie                  | Zetels                   | Fractie                  | Fractie                  | Zetels                   |
| ------------------------ | ------------------------ | ------------------------ | ------------------------ | ------------------------ | ------------------------ |
|                          | PS                       | 41                       |                          | PS                       | 40                       |
|                          | MR                       | 26                       |                          | MR                       | 27                       |
|                          | cdH                      | 17                       |                          | cdH                      | 17                       |
|                          | Ecolo                    | 5                        |                          | Ecolo                    | 5                        |
|                          | Front National           | 4                        |                          | Front National           | 4                        |

Wijzigingen in fractiesamenstelling:
- In 2008 verlaat Amina Derbaki Sbaï de PS-fractie, waarna ze overstapt naar de MR-fractie.

## Lijst van de parlementsleden
| Volksvertegenwoordiger       | Kieskring                | Fractie        | Opmerkingen |
| ---------------------------- | ------------------------ | -------------- | --- |
| Maurice Bayenet              | Dinant-Philippeville     | PS             | |
| Patrick Avril                | Luik                     | PS             | |
| Marc Barvais                 | Bergen                   | PS             | Vervangt vanaf 20 juli 2004 Didier Donfut, die staatssecretaris in de Federale regering wordt. |
| Maurice Bodson               | Zinnik                   | PS             | Vervangt vanaf 6 december 2005 Willy Taminiaux, die voltijds burgemeester van La Louvière wordt. |
| Pol Calet                    | Charleroi                | PS             | |
| Ingrid Colicis               | Charleroi                | PS             | |
| Christophe Collignon         | Hoei-Borgworm            | PS             | |
| Frédéric Daerden             | Luik                     | PS             | Voorzitter van de commissie Hoger Onderwijs en Wetenschappelijk Onderzoek. |
| Marc de Saint Moulin         | Zinnik                   | PS             | Secretaris vanaf 19 juli 2004. |
| Freddy Deghilage             | Bergen                   | PS             | Parlementsvoorzitter tot 19 juli 2004 en ondervoorzitter vanaf 19 juli 2004. |
| Maurice Dehu                 | Nijvel                   | PS             | |
| Paul-Olivier Delannois       | Doornik-Aat-Moeskroen    | PS             | |
| Laurent Devin                | Thuin                    | PS             | |
| Nicole Docq                  | Namen                    | PS             | Vervangt vanaf 20 juli 2004 Claude Eerdekens, die minister in de Franse Gemeenschapsregering wordt. |
| Françoise Fassiaux-Looten    | Thuin                    | PS             | |
| Paul Ficheroulle             | Charleroi                | PS             | Vervangt vanaf 20 juli 2004 Christian Dupont, die minister in de Federale regering wordt. |
| Paul Furlan                  | Thuin                    | PS             | |
| Jacques Gennen               | Aarlen-Marche-Bastenaken | PS             | Vervangt vanaf 20 juli 2004 Philippe Courard, die minister in de Waalse Regering wordt. |
| José Happart                 | Luik                     | PS             | |
| Jean-François Istasse        | Verviers                 | PS             | Voorzitter van de PS-fractie tot 27 oktober 2004 en parlementsvoorzitter vanaf 28 oktober 2004. |
| Charles Janssens             | Luik                     | PS             | Ondervoorzitter tot 19 juli 2004. |
| Joëlle Kapompolé             | Bergen                   | PS             | |
| Jean-Charles Luperto         | Namen                    | PS             | |
| Robert Meureau               | Hoei-Borgworm            | PS             | |
| Guy Milcamps                 | Dinant-Philippeville     | PS             | |
| Alain Onkelinx               | Luik                     | PS             | Vervangt vanaf 18 juli 2005 Willy Demeyer, die voorzitter wordt van de PS-afdeling van het arrondissement Luik en niet wil combineren met het mandaat van parlementslid van de Franse Gemeenschap.                   |
| Sébastian Pirlot             | Neufchâteau-Virton       | PS             | Vervangt vanaf 6 juli 2004 Daniel Henri Ledent, die verkiest om gedeputeerde van Luxemburg te blijven. |
| Daniel Senesael              | Doornik-Aat-Moeskroen    | PS             | |
| Isabelle Simonis             | Luik                     | PS             | Parlementsvoorzitter van 19 juli tot 25 oktober 2004. |
| Véronique Bonni              | Verviers                 | PS             | Vervangt vanaf 19 juli 2004 Edmund Stoffels, die als Duitstalige niet in het Parlement van de Franse Gemeenschap mag zetelen.                                                                                        |
| Eliane Tillieux              | Namen                    | PS             | |
| Jean-Claude Van Cauwenberghe | Charleroi                | PS             | Werd van 20 juli 2004 tot 30 september 2005 als minister in de Waalse Regering vervangen door Roland Marchal. |
| Pierre Wacquier              | Doornik-Aat-Moeskroen    | PS             | Vervangt vanaf 20 juli 2004 Rudy Demotte, die verkiest om minister te blijven in de Federale Regering. Wacquier is voorzitter van de commissie Financiën, Begroting, Algemene Zaken en Sport.                        |
| Léon Walry                   | Nijvel                   | PS             | Secretaris tot 19 juli 2004 en voorzitter van de PS-fractie vanaf 28 oktober 2004. |
| Rudi Vervoort                | Brussel                  | PS             | Vervangt vanaf 6 juli 2004 Françoise Dupuis, die beslist om niet te zetelen. |
| Sfia Bouarfa                 | Brussel                  | PS             | Secretaris. |
| Mohammed Daif                | Brussel                  | PS             | |
| Béa Diallo                   | Brussel                  | PS             | Vervangt vanaf 20 juli 2004 Emir Kir, die staatssecretaris in de Brusselse Hoofdstedelijke Regering wordt. |
| Isabelle Emmery              | Brussel                  | PS             | |
| Véronique Jamoulle           | Brussel                  | PS             | |
| Amina Derbaki Sbaï           | Brussel                  | PS             | Stapt op 22 april 2008 over naar de MR-fractie. |
| Serge Kubla                  | Nijvel                   | MR             | |
| Claude Ancion                | Luik                     | MR             | Vervangt vanaf 19 oktober 2004 Michel Foret, die provinciegouverneur van Luik wordt. |
| Anne Barzin                  | Namen                    | MR             | Vervangt vanaf 23 januari 2007 Denis Mathen, die provinciegouverneur van Namen wordt. |
| Chantal Bertouille           | Doornik-Aat-Moeskroen    | MR             | |
| Véronique Bidoul             | Nijvel                   | MR             | |
| Willy Borsus                 | Dinant-Philippeville     | MR             | Ondervoorzitter vanaf 8 januari 2008. |
| Philippe Bracaval            | Doornik-Aat-Moeskroen    | MR             | Vervangt vanaf 3 juli 2007 Jean-Luc Crucke, die lid wordt van de Kamer van volksvertegenwoordigers. Crucke was voorzitter van de commissie Internationale Betrekkingen en Europese Aangelegenheden tot 27 juni 2007. |
| Caroline Cassart-Mailleux    | Hoei-Borgworm            | MR             | |
| Véronique Cornet             | Charleroi                | MR             | |
| Jean-Pierre Dardenne         | Aarlen-Marche-Bastenaken | MR             | |
| Brigitte Defalque            | Nijvel                   | MR             | |
| Christine Defraigne          | Luik                     | MR             | |
| Philippe Fontaine            | Charleroi                | MR             | Secretaris. |
| Hervé Jamar                  | Hoei-Borgworm            | MR             | Werd van 20 juli 2004 tot 21 december 2007 als staatssecretaris in de Federale regering vervangen door Isabelle Lissens.                                                                                             |
| Jean-Claude Meurens          | Verviers                 | MR             | Vervangt vanaf 3 juli 2007 Pierre-Yves Jeholet, die lid wordt van de Kamer van volksvertegenwoordigers. Jeholet was voorzitter van de commissie Cultuur, Jeugd, Audiovisuele Media en Bioscopen tot 27 juni 2007.    |
| Richard Miller               | Bergen                   | MR             | Vanaf 6 juli 2007 voorzitter van de commissie Cultuur, Jeugd, Audiovisuele Media en Bioscopen. |
| Marcel Neven                 | Luik                     | MR             | |
| Florine Pary-Mille           | Zinnik                   | MR             | |
| Jean-Marie Severin           | Namen                    | MR             | |
| Jean-Paul Wahl               | Nijvel                   | MR             | Vervangt vanaf 21 september 2006 Pierre Boucher, die zich kandidaat stelt bij de provincieraadsverkiezingen van oktober 2006.                                                                                        |
| Françoise Bertieaux          | Brussel                  | MR             | Voorzitter van de MR-fractie. |
| Caroline Persoons            | Brussel                  | MR             | Secretaris. |
| Olivier de Clippele          | Brussel                  | MR             | |
| François Roelants du Vivier  | Brussel                  | MR             | |
| Françoise Schepmans          | Brussel                  | MR             | Ondervoorzitter tot 8 januari 2008. |
| Alain Destexhe               | Brussel                  | MR             | Vanaf 6 juli 2007 voorzitter van de commissie Internationale Betrekkingen en Europese Aangelegenheden. |
| Michel de Lamotte            | Luik                     | cdH            | |
| André Bouchat                | Aarlen-Marche-Bastenaken | cdH            | Ondervoorzitter vanaf 19 juli 2004. |
| Anne-Marie Corbisier-Hagon   | Charleroi                | cdH            | Ondervoorzitter tot 19 juli 2004 en voorzitter van de cdH-fractie. |
| Carlo Di Antonio             | Bergen                   | cdH            | |
| Jacques Étienne              | Namen                    | cdH            | Secretaris. |
| Dimitri Fourny               | Neufchâteau-Virton       | cdH            | Vervangt vanaf 6 juli 2004 Josy Arens, die verkiest om in de Kamer van volksvertegenwoordigers te blijven zetelen.                                                                                                   |
| Marc Elsen                   | Verviers                 | cdH            | Vervangt vanaf 6 juli 2004 Herbert Grommes, die als Duitstalige niet in het Parlement van de Franse Gemeenschap mag zetelen.                                                                                         |
| Benoît Langendries           | Nijvel                   | cdH            | Vervangt vanaf 20 juli 2004 André Antoine, die minister in de Waalse Regering wordt. |
| Michel Lebrun                | Dinant-Philippeville     | cdH            | |
| Jean-Paul Procureur          | Zinnik                   | cdH            | |
| Louis Smal                   | Luik                     | cdH            | |
| René Thissen                 | Verviers                 | cdH            | |
| Monique Willocq              | Doornik-Aat-Moeskroen    | cdH            | Vervangt vanaf 3 juli 2007 Christian Brotcorne, die lid wordt van de Kamer van volksvertegenwoordigers. |
| Damien Yzerbyt               | Doornik-Aat-Moeskroen    | cdH            | Vervangt vanaf 26 april 2005 Jean-Pierre Detremmerie, die voltijds burgemeester van Moeskroen wordt. |
| André du Bus de Warnaffe     | Brussel                  | cdH            | Vervangt vanaf 19 juni 2007 Francis Delpérée, die lid wordt van de Belgische Senaat. |
| Céline Fremault              | Brussel                  | cdH            | Vervangt vanaf 19 juni 2007 de ontslagnemende Denis Grimberghs. |
| Julie De Groote              | Brussel                  | cdH            | Voorzitter van de commissie Onderwijs. |
| Jean-Pierre Borbouse         | Bergen                   | Front National | Vervangt vanaf 6 juli 2004 Michel Delacroix, die verkiest om in de Belgische Senaat te blijven zetelen. |
| Daniel Huygens               | Charleroi                | Front National | |
| Charles Petitjean            | Charleroi                | Front National | |
| Audrey Rorive                | Brussel                  | Front National | Vervangt vanaf 28 november 2006 Daniel Féret, die door een veroordeling wegens aanzetten tot haat en racisme voor tien jaar zijn burgerrechten verloor en bijgevolg geen politiek mandaat meer mocht uitoefenen.     |
| Bernard Wesphael             | Luik                     | Ecolo          | |
| Marcel Cheron                | Nijvel                   | Ecolo          | Voorzitter van de Ecolo-fractie. |
| Yves Reinkin                 | Verviers                 | Ecolo          | Vervangt vanaf 6 juli 2004 Monika Dethier-Neumann, die als Duitstalige niet in het Parlement van de Franse Gemeenschap mag zetelen.                                                                                  |
| Josy Dubié                   | Brussel                  | Ecolo          | |
| Paul Galand                  | Brussel                  | Ecolo          | Voorzitter van de commissie Gezondheid, Sociale Zaken en Jeugdhulp. |